# Abraham Foxman
Abraham Foxman (* 1. května 1940) je ředitel organizace Anti-Defamation League.
V roce 2007 vydal knihu The Deadliest Lies: The Israel Lobby and the Myth of Jewish Control ("Smrtelné lži. Izraelská lobby a mýtus židovského řízení"). Byla to odpověď na knihu The Israel Lobby and U.S. Foreign Policy ("Izraelská lobby a americká zahraniční politika"), v níž John J. Mearsheimer a Stephen M. Walt přisoudili velkou část chybných kroků americké zahraniční politiky (intervenci v Iráku, arabský terorismus atd.) vlivu izraelské lobby.

## Biografie
Foxman se narodil v běloruském městě Baranavičy do rodiny polských Židů, Heleny a Josepha Foxmanových. Když byli jeho rodiče deportováni do nacistického ghetta k vyhlazení, Foxman byl v péči Bronislawy Kurpi, která ho dala katolicky pokřtít. V letech 1940 až 1944 vyrůstal v litevském městě Vilnius a protože rodiče nacistický tábor přežili, po několika občanskoprávních sporech se jim syn vrátil.

### Vzdělání
Poté, co Foxman v roce 1950 společně s rodiči emigroval do Spojených států, vystudoval ješivu a City College of New York. Má rovněž právnický titul z New York University, School of Law.

### Kariéra
V roce 1965 vstoupil do Anti-Defamation League a postupně se vypracoval až na vedoucího činitele organizace, zvoleného správní radou.

## Úspěchy a uznání
Foxman byl vyznamenán mnoha řády a cenami různých nevládních organizací.
- V roce 1998 získal ocenění Interfaith Committee of Remembrance Lifetime Achievement Award za boj proti diskriminaci a antisemitismu (“jakožto vůdce v boji proti antisemitismu, bigotnosti a diskriminaci").[4]
- V roce 2002 získal ocenění Raoul Wallenberg Humanitarian Leadership Award, které udělovalo Center for Holocaust and Genocide Studies.[5]
- V roce 2006 vyznamenal tehdejší francouzský prezident Jacques Chirac Foxmana Řádem četné legie, nejvyšším vyznamenáním Francouzské republiky.[6]
- V roce 2008 mu prezident Richard Joel na Yeshiva University udělil symbolický doktorský titul.
- Roku 2008 ho přizval prezident George W. Bush na služební cestu do Jeruzaléma na oslavu 60. výročí založení židovského státu.[7]

## Odkaz

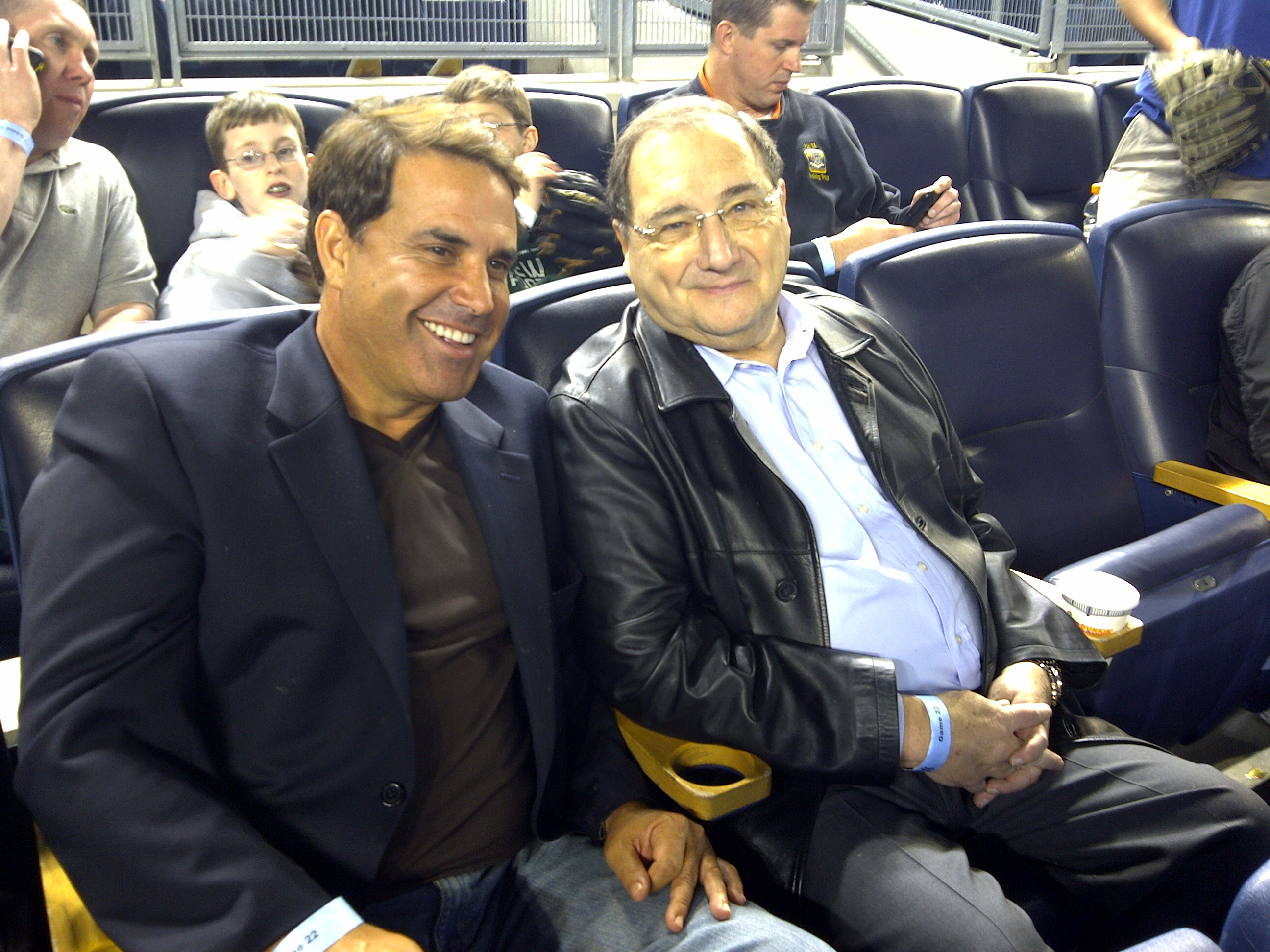
A. Foxman (vpravo).

Režisér Yoav Shamir zpovídá Foxmana ve svém dokumentárním snímku Defamation (2009), který je o antisemitismu.